# Logan Owen
Logan Owen (ur. 25 marca 1995 w Bremerton) – amerykański kolarz szosowy, przełajowy i torowy.

## Osiągnięcia

### Kolarstwo szosowe
Opracowano na podstawie:

2012
- 2. miejsce w mistrzostwach Stanów Zjednoczonych juniorów (start wspólny)

2013
- 2. miejsce w Wyścigu Pokoju Juniorów
- 1. miejsce w mistrzostwach Stanów Zjednoczonych juniorów (start wspólny)

2015
- 1. miejsce na 3. etapie Tour of Utah

2016
- 1. miejsce w Liège-Bastogne-Liège U23

2017
- 1. miejsce na 4. etapie Volta ao Alentejo

### Kolarstwo przełajowe
Opracowano na podstawie:
2013
- 3. miejsce w klasyfikacji generalnej Pucharu Świata juniorów

2014
- 2. miejsce w mistrzostwach panamerykańskich U23

### Kolarstwo torowe
Opracowano na podstawie:
2017
- 2. miejsce w mistrzostwach panamerykańskich (wyścig drużynowy na dochodzenie)

## Rankingi

### Kolarstwo szosowe
| Rok              | 2014  | 2015 | 2016  | 2017 | 2018 | 2019  | 2020 | 2021 |
| ---------------- | ----- | ---- | ----- | ---- | ---- | ----- | ---- | ---- |
| World Ranking    |       |      | 1151. | 927. | -    | 2445. | -    | 959. |
| UCI Europe Tour  | 1007. | -    | 908.  | 639. | -    |       |      |      |
| UCI America Tour | -     | 86.  | 339.  | 277. | -    | 385.  | -    | 129. |
|                  |       |      |       |      |      |       |      |      |
| Źródło: UCI      |       |      |       |      |      |       |      |      |